# Venceslau de Lima
Venceslau de Sousa Pereira de Lima ComTE • GCTE • ComC • GCC • ComSE • GCSE • ComNSC • GCNSC (Porto, 15 de Novembro de 1858 – Lisboa, 24 de Dezembro de 1919), também conhecido por Wenceslau de Sousa Pereira de Lima ou por Venceslau de Lima, foi um geólogo, investigador da paleontologia e político português, que, entre outras funções, foi deputado, ministro e presidente do Conselho de Ministros (actual primeiro-ministro). Foi sócio da Academia Real das Ciências de Lisboa.

## Biografia
Venceslau de Sousa Pereira de Lima, filho de José Joaquim Pereira de Lima, capitalista e comendador, e de D. Isabel Amália Tallone de Sousa Guimarães, nasceu no Porto a 15 de Novembro de 1858. Oriundo de uma abastada família portuense, foi enviado muito jovem para o estrangeiro, tendo aí feito os seus estudos preparatórios e secundários. Terminados esses estudos, regressou a Portugal com uma formação voltada para as ciências naturais, bem distinta da formação que as escolas portuguesas então propiciavam. Matriculou-se em Filosofia na Faculdade de Letras da Universidade de Coimbra, completando o curso com elevada classificação. Requereu exame de licenciatura, defendendo com brilhantismo uma tese sobre carvões vegetais. Logo de seguida, a 26 de Novembro de 1882, doutorou-se pelas mesmas Faculdade e Universidade.
Em 1883 concorreu para uma vaga de lente da Academia Politécnica do Porto, tendo apresentado no respectivo concurso de provas públicas uma dissertação sobre a função clorofilina. Tendo a prova sido considerada brilhante e distinta[carece de fontes?], foi nomeado para o lugar, iniciando uma carreira que duraria perto de 30 anos. Durante esse período regeu, com pequenas intermitências causadas pela sua actividade política, a cadeira de geologia daquele estabelecimento de ensino superior. Paralelamente, desenvolveu ali um conjunto de trabalhos de investigação pioneiros no domínio da paleontologia vegetal.
À época, a paleontologia era uma ciência nova e o estudo dos fósseis encontrados em território português era muito incipiente, devendo-se essencialmente ao trabalho de alguns investigadores estrangeiros que tinha colectado amostras em Portugal. Os únicos trabalhos publicados por investigadores portugueses resumiam-se aos estudos sobre a flora fóssil do Carbonífero feitos por Bernardino António Gomes.
Venceslau de Sousa Pereira de Lima teve o mérito de reunir os trabalhos anteriormente publicados por estrangeiros, nomeadamente por Daniel Sharpe, Charles Bunbury e Oswald Heer, e a partir dessa base incipiente desenvolver um profícuo estudo da geologia e paleontologia vegetal de Portugal, com destaque para a referente aos terrenos carboníferos.
A sua dedicação a estes estudos levaram, em 1886, à sua nomeação como engenheiro da Secção dos Trabalhos Geológicos, encarregado do estudo da flora fóssil portuguesa. Foi, nessas funções, um dos colaboradores de Carlos Ribeiro, um dos pioneiros da geologia portuguesa.
Quando em 1908 faleceu o general Joaquim Filipe Nery da Encarnação Delgado, à altura presidente da Comissão dos Serviços Geológicos, passou a exercer aquele cargo. O seu importante trabalho científico valeu-lhe a nomeação como sócio efectivo da Academia Real das Ciências de Lisboa e do Instituto de Coimbra.
Sendo uma personalidade multifacetada e com grande capacidade de intervenção na vida social, Venceslau de Sousa Pereira de Lima não se limitou à sua carreira científica: pouco depois de iniciar funções docentes filiou-se no Partido Regenerador, tendo de seguida desempenhado o cargo de governador civil dos distritos de Vila Real, Coimbra e Porto. Foi também eleito deputado pelos círculos do norte de Portugal em diversas legislaturas. Em 1901 foi elevado a Par do Reino, tendo tomado assente na respectiva Câmara na sessão de 17 de Março daquele ano.
As suas intervenções nas Cortes centraram-se nos temas relacionados com a instrução pública, pugnando pela reforma do Conselho Superior de Instrução Pública, órgão de que era membro.
Quando em 1903 coube a Ernesto Rodolfo Hintze Ribeiro assumir a presidência do Conselho de Ministros, convidou Venceslau para assumir o cargo de Ministro dos Negócios Estrangeiros, a que ele acedeu. Durante o seu mandato conseguiram-se notáveis progressos no relacionamento com o Reino Unido e celebrou-se um tratado comercial com a Alemanha.[carece de fontes?] Voltou à pasta dos Negócios Estrangeiros em 1905.
Em 1909, já em pleno período de implosão da monarquia constitucional portuguesa foi nomeado para formar governo, presidindo a um dos últimos executivos do regime. Durante a sua efémera passagem pela presidência, acumulou as funções de Ministro do Reino. Sendo Conselheiro de Sua Majestade Fidelíssima, Par do Reino, Presidente do Conselho de Ministros, Ministro e Secretário de Estado dos Negócios do Reino foi, também, nomeado Conselheiro de Estado a 22 de Dezembro de 1909 (Diário do Governo, n.º 292, 24 de Dezembro de 1909). Ao longo da sua carreira política, foi também membro do Conselho de Estado, presidente da Câmara Municipal do Porto, director da Escola Médico-Cirúrgica do Porto e provedor da Santa Casa da Misericórdia da mesma cidade. Foi ainda vice-presidente da comissão executiva da Assistência Nacional aos Tuberculosos e vogal da comissão do Patronato Portuense.
Foi também um esclarecido viticultor, introduzindo nas suas importantes propriedades vários melhoramentos técnicos, alguns pioneiros em Portugal. Nesta área de actividade foi presidente da Comissão AntiFiloxérica do Norte, introduzindo nessas funções diversas inovações técnicas na luta contra aquela praga das vinhas.
Intransigente nas suas ideias políticas, com a implantação da República Portuguesa, não querendo de forma alguma colaborar com um regime com que não concordava, demitiu-se de todos os cargos públicos que desempenhava.[carece de fontes?]
Afastado da actividade política, durante os últimos anos da sua vida, a sua actividade intelectual orientou-se para os trabalhos de investigação científica, preparando um estudo sobre os terrenos carboníferos portugueses, que não pôde terminar por ter entretanto falecido. Teve colaboração na revista A semana de Lisboa (1893-1895).
Era Comendador e Grã-Cruz da Ordem da Torre e Espada, do Valor, Lealdade e Mérito, da Ordem de Cristo, da Ordem de Sant'Iago da Espada e da Ordem de Nossa Senhora da Conceição de Vila Viçosa. Também recebeu diversas condecorações estrangeiras, entre as quais a Ordem Nacional da Legião de Honra de França, e as Comendas da Ordem de Carlos III e da Ordem de Isabel a Católica de Espanha, da Ordem dos Santos Maurício e Lázaro de Itália, da Ordem de Vitória da Grã-Bretanha e Irlanda e da Ordem de Leopoldo I da Bélgica.
Casado desde 1879 com D. Antónia Adelaide Ferreira, filha de António Bernardo Ferreira (III) e neta da sua homónima D. Antónia Adelaide Ferreira (1811-1896), a famosa "D. Antónia" ou simplesmente "Ferreirinha", Venceslau de Lima viveu os últimos anos de vida no exílio, na cidade de Pau, em França, e morreu em Lisboa a 24 de dezembro de 1919. Está sepultado no Porto, no Cemitério da Lapa.

## Obras publicadas
Durante perto de 30 anos o Doutor Wenceslau de Lima publicou um conjunto vasto de trabalhos sobre paleontologia e geologia dos depósitos carboníferos, sendo dignos menção os seguintes:
- Notícia sôbre os vegetais fósseis da flora neocomiana do solo português;
- Monografia do gênero Dicranophillum (Sistema Carbónico);
- Notice sur une algue palèozoique;
- Notícia sôbre as camadas da série permo-carbónica do Bussaco;
- Note sur une nouvel Eurypterus rothliegendes.